# Armas transcanais na Segunda Guerra Mundial

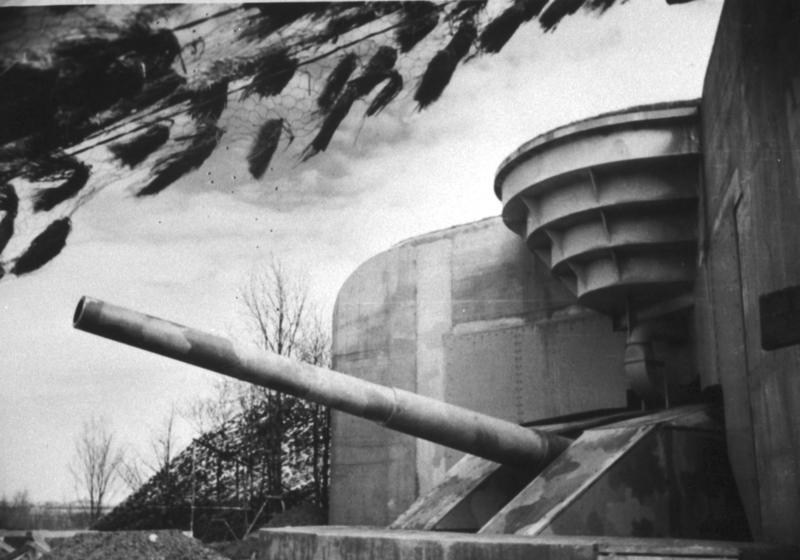
Um canhão de 38 cm da Bateria Todt.

Armas trans canal, foi a designação de um conjunto de armas de artilharia costeira de longo alcance posicionadas ao longo do canal da Mancha durante a Segunda Guerra Mundial.
Essas armas, ficavam posicionadas principalmente, na costa de Kent, na Inglaterra, e na costa de Pas-de-Calais, na França, área em que a Inglaterra fica mais próxima do Continente Europeu. Toda essa artilharia, era usada para atacar navioas inimigos de ambos os lados quando a França esteve ocupada pela Alemanha Nazista.

## Do lado Alemão
- Três canhões de 30,5 cm - Bateria Friedrich August - em Boulogne-sur-Mer
- Quatro canhões de 28 cm - Bateria Grosser Kurfürst - em Cap Gris Nez
- Dois canhões de 21 cm - Bateria Prinz Heinrich - em Calais
- Dois canhões de 21 cm - Bateria Oldenburg - em Calais
- Três canhões de 40,6 cm - Bateria Lindemann - em Cap Blanc Nez
- Quatro canhões de 38 cm - Bateria Todt - em Cap Gris Nez
- Estação de radares do tipo "DeTeGerät" para detectar alvos e controlar os disparos, instalada em Blanc Nez, Cap d’Alprech, Cap de la Hague e Cap d’Antifer.[1]

- "Winnie", um canhão de 35,6 próximo a Dover, Março de 1941
- "Pooh", um canhão de 35,6 próximo a Dover, Março de 1941
- Canhão da Bateria Wanstone em construção, Maio de 1942
- Uma casamata da Bateria Todt, hoje aberta para visitantes

## Do lado Inglês
- Dois canhões de 35,6 cm - Pooh - em St Margaret-at-Cliffe[2]
- Três canhões de 15,2 cm - Bateria Fan Bay - em Dover
- Quatro canhões de 23,4 cm - Bateria South Foreland - em Kent
- Dois canhões de 38,1 cm - Bateria Wanstone - em Kent
- Três canhões de 34,3 cm - Bateria Lydden Spout - em Dover[3][4]